# جاز در یک روز تابستانی
جاز در یک روز تابستانی (به انگلیسی: Jazz on a Summer's Day) فیلمی به کارگردانی آرام آواکیان است.